# Communauté de communes du Val de Meurthe (Meurthe-et-Moselle)
Die Communauté de communes du Val de Meurthe ist ein ehemaliger französischer Gemeindeverband mit der Rechtsform einer Communauté de communes im Département Meurthe-et-Moselle in der Region Grand Est. Sie wurde am 27. November 2003 gegründet und umfasste sieben Gemeinden. Der Verwaltungssitz befand sich im Ort Blainville-sur-l’Eau.

## Historische Entwicklung
Mit Wirkung vom 1. Januar 2017 fusionierte der Gemeindeverband mit der Communauté de communes du Bayonnais und bildete so die Nachfolgeorganisation Communauté de communes Meurthe Mortagne Moselle. Abweichend davon schlossen sich die Gemeinden Rehainviller der Communauté de communes du Territoire de Lunéville à Baccarat an.

## Ehemalige Mitgliedsgemeinden
1. Barbonville
2. Blainville-sur-l’Eau
3. Charmois
4. Damelevières
5. Mont-sur-Meurthe
6. Rehainviller
7. Vigneulles